# Vilanant

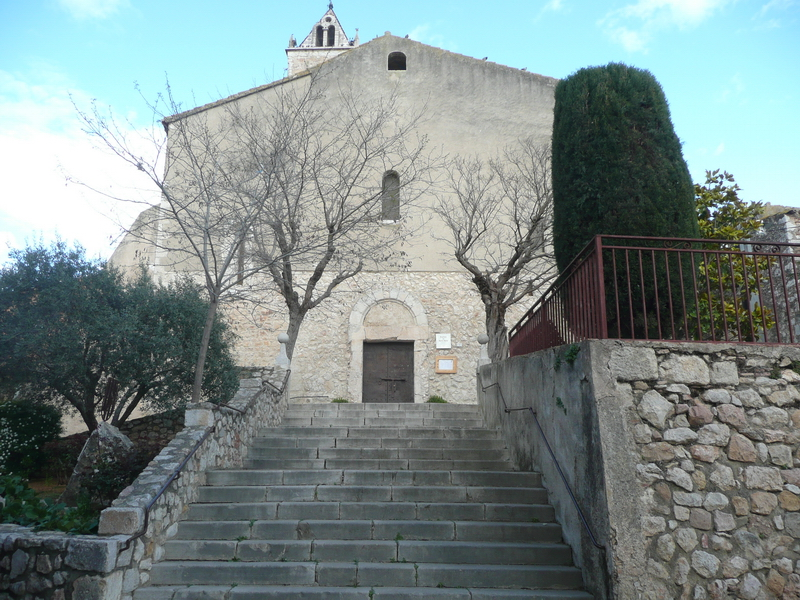
Santa María de Vilanant

Vilanant es un municipio y localidad española de la provincia de Gerona, en la comunidad autónoma de Cataluña. El término municipal, que incluye también el núcleo de Taravaus, está situado en la comarca del Alto Ampurdán y tiene una población de 402 habitantes (INE 2024).
El municipio comprende las entidades de población de Vilanant y Taravaus.

## Geografía
Integrado en la comarca de Alto Ampurdán, se sitúa a 45 kilómetros de la capital provincial. El término municipal está atravesado por la carretera nacional N-260, entre los pK 44 y 45, y por carreteras locales que permiten la comunicación con Cistella y Aviñonet. 
De geografía accidentada al norte de su territorio, es en el sur, en el valle del río Manol, donde tiene sus tierras de cultivo. La altitud oscila entre los 212 metros al norte, cerca de serra de l'Illa, y los 60 metros a orillas del río Manol. El pueblo se alza a 94 metros sobre el nivel del mar. 
| Noroeste: Cistella | Norte: Terradas y Llers | Nordeste: Aviñonet |
| Oeste: Cistella    |                         | Este: Aviñonet     |
| Suroeste: Navata   | Sur: Ordis              | Sureste: Aviñonet  |

## Historia
La documentación más antigua corresponde a la iglesia parroquial de Santa María de Vilanant, en el año 1018 que aparece en el acta de un juicio que se hizo en Besalú en presencia del conde Bernardo Tallaferro. La población tiene un núcleo antiguo de gran belleza de los siglos XVII y XVIII, con casas cuidadas y reconstruidas.

## Demografía
Vilanant cuenta con una población de 402 habitantes (INE 2024).
| Gráfica de evolución demográfica de Vilanant entre 1842 y 2021                                                      |
| |
| Población de derecho según los censos de población del INE Población de hecho según los censos de población del INE |

| 1497 | 1515 | 1553 | 1717 | 1787 | 1857 | 1877 | 1887 | 1900 |
| ---- | ---- | ---- | ---- | ---- | ---- | ---- | ---- | ---- |
| 27   | 31   | 28   | 191  | 391  | 705  | 671  | 582  | 538  |

| 1910 | 1920 | 1930 | 1940 | 1950 | 1960 | 1970 | 1981 | 1990 |
| ---- | ---- | ---- | ---- | ---- | ---- | ---- | ---- | ---- |
| 545  | 534  | 491  | 427  | 406  | 431  | 403  | 265  | 277  |

| 1992 | 1994 | 1996 | 1998 | 2000 | 2002 | 2004 | 2006 | — |
| ---- | ---- | ---- | ---- | ---- | ---- | ---- | ---- | - |
| 249  | 270  | 271  | 295  | 308  | 285  | 327  | 333  | — |

## Economía
Olivos, ganadería y el sector de la construcción, son la parte más importante de su economía.

## Escudo
El blasón de Vilanant es un escudo losanjado truncado: primero de sinople; segundo de oro. Por timbre, una corona mural de marqués.
Fue aprobado el 9 de junio de 1993.
El pueblo formó parte del condado de Besalú. En 1682, Miquel de Salbà i de Vallgornera, señor de la localidad, recibió el marquesado de Vilanant, hecho recordado por el timbre del escudo. Las armas de Vilanant son, en cierta manera parlantes y alude a la probable etimología del nombre del pueblo, que vendría del latín villa abundante: el sinople representaría los prados y bosques, mientras que el oro representa la abundancia de las cosechas y el terreno fértil y soleado.

## Patrimonio
- Iglesia de Santa María de Vilanant (año 1018).
- Torre dels Moros.
- Capilla de San Jaime (siglo XVIII).
- Ermita de San Salvador de Coquells, de estilo románico (siglo XI).